# Cakkar
Cakkar – wieś w Armenii, w prowincji Gegharkunik. W 2011 roku liczyła 2692 mieszkańców.